# Charles Crahay
Charles Crahay (9 de novembro de 1889 – data da morte desconhecia) foi um esgrimista belgo que participou dos Jogos Olímpicos de Verão de 1924, sob a bandeira da Bélgica.